# جاك لابري
جاك لابري هو مؤرخ وصحفي وطبيب وسياسي كندي، ولد في 4 يناير 1784 في Saint-Charles-de-Bellechasse ‏ في كندا، وتوفي في 26 أكتوبر 1831 في سانت أوستاش في كندا بسبب ذات الرئة. نشط حزبياً في Parti canadien ‏. وقد انتخب Member of the  Legislative Assembly of Lower Canada ‏.